# Ambrosio Barreiro
Ambrosio Walter Barreiro Sabbia (Florida, 11 de abril de 1935) es un militar retirado y político perteneciente al Partido Nacional de Uruguay.

## Biografía
Militar de profesión que llegó al cargo de Coronel, hizo sus estudios en el Liceo Departamental de Florida, y más tarde, en el Liceo Militar, para posteriormente irse a Francia.
Fue ascendido a Coronel y fue considerado un actor muy importante de la dictadura que marcó al Uruguay, asumiendo como Intendente interventor de Cerro Largo entre los años 1981 y 1985 en lugar de Juan José Burgos, que renunciaba al cargo por enfermedad.
Después de la dictadura, Barreiro se mantuvo en el anonimato hasta 1999, cuando retornó a la senda política con el sector Unidad Responsable para competir en las elecciones internas, obteniendo una promisoria votación, que le permitió competir en las municipales del 2000, ganándole por una estrecha cantidad de votos a Sergio Botana y al herrerista Humberto Pica, apoyado por el intendente Bejérez.
En su primera gestión, él trató de reparar todo el daño ocasionado al departamento por la corrupción, valiéndole la reelección en las municipales de 2005.
En su segunda gestión predominaron muchas obras, como la restauración de la Plaza Independencia, la instalación de alumbrado público en las calles de Melo, la construcción del gimnasio de Fraile Muerto, y la instauración de la famosa Semana de Melo, descontinuada a partir de 2011.
Después de su gestión Barreiro mantiene una actitud de bajo perfil, aunque ya ha participado en varios mítines relacionados al Partido Nacional, con su sector Unidad Responsable o fuera de éste.